# Technique du crayonnage
La technique du crayonnage (combination attack en anglais) est une technique utilisée par les pompiers pour refroidir les fumées lors d'un incendie en milieu clos ou semi-clos (par exemple dans un bâtiment).
Cette technique consiste à dessiner des lettres dans l'air avec un jet diffus. Le dessin des lettres dure de une à deux secondes. Elle fut introduite par Keith Royer et Floyd W. « Bill » Nelson du Fire Service Extension de l'Université de l'Iowa dans les années 1950.

## Principe du crayonnage
Les fumées représentent le principal danger : outre leur caractère asphyxiant et aveuglant, elles charrient chaleur et combustible, et sont donc susceptibles d'amorcer un feu ailleurs dans le bâtiment, ou de provoquer un accident thermique.
La captation maximale de chaleur s'obtient avec un jet diffus (nuage de gouttelettes, comme un brouillard). La vapeur engendrée forme un ciel gazeux inerte qui ne peut plus prendre feu.
Au cours de l'incendie, l'atmosphère se stratifie : l'air est très chaud au plafond et moins près du sol. La diffusion d'un jet trop long par une lance met les masses d'air en mouvement : l'air chaud descend et peut venir brûler les intervenants ou les victimes. Par ailleurs, l'arrosage du plafond ou des murs risque d'engendrer une quantité de vapeur susceptible de porter atteinte aux personnes; au contraire, refroidir la fumée entraîne sa contraction (selon la loi des gaz parfaits) et évite le retour de vapeur. Cette contraction rend la fumée moins mobile.
Le respect de la stratification impose donc de refroidir toutes les couches en même temps, à l'exclusion du plafond et des murs.
On peut utiliser deux techniques : faire de brèves impulsions vers le plafond, ou le crayonnage. L'inconvénient des impulsions est que cela génère des coups de bélier qui peuvent endommager le matériel hydraulique (tuyau d'incendie, raccord, pompe).
Ces techniques ne sont utilisables que pour des volumes modérés : si le plafond est trop haut (cas d'un grand entrepôt), le jet diffus ne peut pas atteindre les couches hautes.

## Mise en œuvre de la technique
La technique se réalise avec un débit de 100 L/min.
Le porte-lance fait un jet court au plafond de fumées (débit minimum) afin de tester la chaleur de celles-ci (voir l'article Lecture du feu). Si l'eau retombe sous forme de gouttelettes, le binôme peut progresser, ou, s'il est face au feu, procéder à l'extinction. Si l'eau s'évapore, alors il faut en priorité refroidir la fumée, par crayonnage (100 l/min).
Si l'intensité thermique est forte, le porte-lance dessine un « Z » car c'est la lettre dont le tracé est le plus long. Il observe ensuite et généralement n'a plus qu'à faire des finitions, en débit plus faible. Avec une intensité thermique plus faible, on fera un « O » dont le tracé est plus court ou un « T » pour lequel l'ouverture de la lance ne sera que d'une seconde.

## Faux ami
Le terme anglais pour désigner le crayonnage est combination attack (litt. attaque combinée). Le terme pencilling (litt. crayonnage…) désigne une attaque parabolique.
Notons toutefois que la combination attack est considérée aux États-Unis comme une méthode indirecte, c'est-à-dire une méthode d'attaque depuis l'extérieur, en raison du risque de génération de vapeur si l'eau touche les parois, alors qu'en France, elle est utilisée lorsque le porteur de lance est à l'intérieur du local en feu.
En France, le porte-lance ne doit surtout pas utiliser cette technique s'il se trouve à l'intérieur d'un local. Cette technique se fait depuis un accès au local sinistré, en tenant compte du tirage, afin que le binôme d'attaque ne soit pas exposé au retour de vapeur.